# Spilosoma flaveola
Spilosoma flaveola är en fjärilsart som beskrevs av John Henry Leech 1899. Spilosoma flaveola ingår i släktet Spilosoma och familjen björnspinnare. Inga underarter finns listade i Catalogue of Life.